# Dark Mail Alliance
Dark Mail Alliance es una organización dedicada a crear un protocolo de correo electrónico cifrado de extremo a extremo.
En octubre de 2013, Silent Circle y Lavabit anunciaron un proyecto para crear una alternativa a correo electrónico más segura y comenzaron a recaudar fondos. El equipo de Dark Mail Alliance consta de Phil Zimmermann, Jon Callas, Mike Janke y Ladar Levison.

## Entorno de Correo de Internet oscuro
Entorno de Correo de Internet oscuro (DIME) objetivos para ser una plataforma de comunicación segura para asíncrono messaging a través del Internet. Esté presentado por Ladar Levison y Stephen Vatio en DEF CON a partir del 8 de agosto de 2014.

### Especificaciones
Ha Habido revisiones múltiples para DIME especificaciones. La revisión más tardía está presentada como anteproyecto.
- Primera revisión pública, diciembre 2014[5]
- Anteproyecto, Marcha 2015[6]

### Protocolos
- Protocolo de Transferencia de Correo oscuro (DMTP)
- Protocolo de Acceso de Correo oscuro (DMAP)

### Formatos de dato
- Signet Formato de dato
- Formato de Dato del mensaje (D/MIME)

### Implementaciones

#### Servidor-lado
El magma es la referencia  MIME implementación de servidor. Apoya encriptación de lado del servidor, SMTP, POP, IMAP y HTTP.

#### Cliente-lado
Volcán, un Thunderbird tenedor con DIME soporte.